# 杨连第

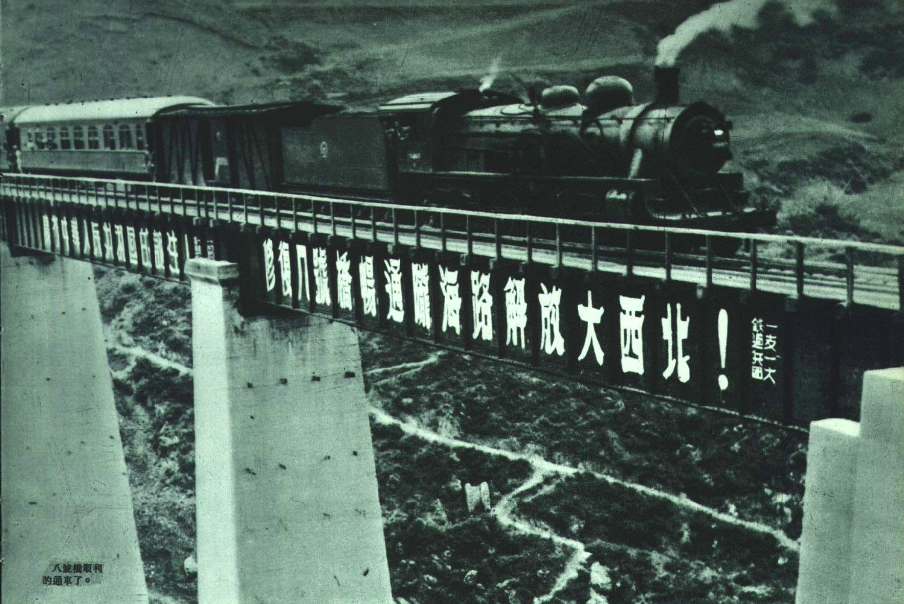
杨连第参与抢修的陇海线八号桥（杨连弟桥）

杨连第（1919年—1952年5月15日 †），又名杨连弟，男，天津人，中国人民志愿军一级英雄。

## 生平
杨连第是天津市北仓镇人。第二次国共内战中，在抢修陇海路八号高桥时，勇敢地攀上四十多米高的桥墩，提前完成修桥任务，荣获“登高英雄”称号。1949年2月参加中国人民解放军铁道兵。1950年9月出席全国战斗英雄、劳动模范代表会议。1950年10月，参加中国人民志愿军，赴朝作战。于铁道兵团第一师第一团第一连任副连长。1951年加入中国共产党。1952年5月15日下午，杨连弟在朝鲜平安南道清川江大桥指挥连队架桥时，敌机投下的定时炸弹爆炸，被弹片击中头部阵亡。中国人民志愿军领导机关为他追记特等功，追授“一级战斗英雄”称号。朝鲜人民民主主义共和国最高人民会议常任委员会追授“朝鲜民主主义人民共和国英雄”和一级国旗勋章、金星奖章。他生前所在连队被命名为“杨连弟连”。

## 纪念
为纪念杨连弟，铁道部将陇海铁路八号桥命名为“杨连弟桥”，并立有纪念碑，位于三门峡硖石乡的硖石乡站也更名为杨连弟站，但该站已于2010年撤销。有连环画作品《一级英雄杨连第》（上海人民美术出版社）《登高英雄杨连第》（天津人民美术出版社），小说《杨连第》（工人出版社，1958年）。天津市北辰区建有杨连弟纪念馆。